# Айдын, Корай
Корай Айдын (тур. Koray Aydın; род. 2 декабря 1955, Трабзон) — турецкий политик.

## Биография
Корай Айдын родился 5 декабря 1955 года в Трабзоне. В детстве семья часто переезжала из-за работы отца Корая, занимавшего должность чиновника. В 1978 году Корай Айдын окончил Черноморский технический университет.
Политикой Корай Айдын начал заниматься ещё в юности. Он входил в исполнительный комитет молодёжного крыла отделения в Трабзоне партии националистического движения (ПНД). Затем возглавил молодёжное крыло отделения партии в Трабзоне.
После переворота 1980 года партия националистического движения была запрещена, поэтому Айдын принял участие в создании консервативной партии. Позднее консервативная партия была переименована в Национальную партию труда (Milliyetçi Çalışma Partisi, MÇP), в 1991 года Корай Айдын был избран от неё в парламент. В парламенте Айдын входил в парламентскую комиссию по планированию бюджета. Также он входил в ЦИК партии и занимал должность заместителя генерального секретаря. Позднее MÇP была переименована в партию националистического движения В 1995 году партия не смогла получить минимально необходимое количество голосов для попадания в парламент, поэтому Айдын не был переизбран, но в том же году Корай Айдын получил должность генерального секретаря ПНД.
В 1999 году Корай Айдын был избран в парламент, кроме того он получил должность министра общественных работ и жилищного строительства, которую занимал с 28 мая 1999 года по 5 сентября 2001 года. Находясь на этом посту Айдын занимался устранением последствий землетрясений в Дюздже и Измите. В 2002 году Корай Айдын снова баллотировался в Великое национальное собрание, но ПНД не смогла получить минимально необходимое количество голосов для попадания в парламент.
В 2005 году против Айдына были выдвинуты обвинения в коррупции и мошенничестве. Всего он обвинялся в 45 преступных эпизодах. Обвинители требовали приговорить Корая Айдына к 216 с половиной годам тюремного заключения, но в 2007 году обвинения были сняты как не имеющие оснований.
В 2011 года Айдын был переизбран в парламент. На 10-м очередном партийном конгрессе, проходившем 4 ноября 2012 года, Корай Айдын был выдвинут в председатели партии. Действующий лидер партии Девлет Бахчели получил 725 голосов, Айдын — 441.
В июне 2015 года Корай Айдын был в очередной раз переизбран в парламент, кроме того он был избран одним из четырёх вице-спикеров Великого национального собрания (также были избраны Наджи Бостанджи, Шафак Пейви и Юрдусев Озсёкменлер). Назначение Айдына вице-премьером стало неожиданностью, поскольку ожидалось, что на должность вице-премьера от ПНД, как и в предыдущие годы, будет выдвинута Мерал Акшенер. Вошёл в руководство Хорошей партии.

### Личная жизнь
Женат, трое детей.